# Total apati
Total apati var ett svenskt punkband från Falun, verksamt 2004–2006. 
Enligt skivbolaget Kamel Records spelade Total Apati "trallpunk i stil med Strebers och Radioaktiva Räker med influenser från det legendariska punkbandet Asta Kask". Bandet upplöstes 2006 efter vad skivbolaget beskriver som "diverse krångel".
Medlemmarna gick under namnen Agust, Markus, Jimmy, Ernerdahl, Arre, Erixon, Rickard.

## Diskografi

### Album
- 2004 – Att Ni Inte Ser...[1]
- 2005 – Hunger Efter Mer (Trapdoor Records)[2][1]

Därutöver ingår två spår med bandet på samlingsskivan Det är i uppförsbackarna det behövs – mera kol (Oslipade Diamanter Records, 2004)